# Sandomierski Szlak Winiarski
Sandomierski Szlak Winiarski – turystyczny szlak kulinarny (enologiczny) przebiegający przez teren ziemi sandomierskiej.

## Charakterystyka
Produkt turystyczny ma na celu wypromowanie sztuki winiarskiej regionu, na terenie którego pierwsze winorośle sadzono już w XIII wieku. 60-kilometrowa trasa prowadzi do gospodarstw enologicznych, na plantacje winorośli i do zakładów przetwórczych (łącznie pięć jednostek). Ważny wkład w rozwój i promocję sztuki winiarskiej i samego szlaku ma projekt Powrót do tradycji winiarskich Ziemi Sandomierskiej realizowany przez Towarzystwo Naukowe Sandomierskie.

## Zasięg
Szlak prowadzi przez następujące miejscowości:
- Dwikozy,
- Samborzec,
- Sandomierz,
- Wilczyce[1][2].